# تپه ناظم‌آباد
تپه ناظم آباد مربوط به پیش از اسلام است و در شهرستان شمیرانات، بخش لواسانات، شهر لواسان، محله ناظم آّباد مجاور محله سبو بزرگ واقع شده و این اثر در تاریخ ۱ مهر ۱۳۸۲ با شمارهٔ ثبت ۱۰۳۷۸ به‌عنوان یکی از آثار ملی ایران به ثبت رسیده است.